# 黃信謙
黃信謙（Wong Shun Him，1985年6月12日—），生於香港，是一名職業足球員，擔任防守中場。曾效力香港08(並曾擔任隊長一職)、澎馬流浪、香雪製藥、沙田、華家堡及愉園。

## 外部連結
- 香港足球總會網站球員資料 （页面存档备份，存于）